# Rachel cachant les idoles
Rachel cachant les idoles est une fresque datant de 1726-1729 du peintre italien Giambattista Tiepolo qui se trouve dans la Galleria degli ospiti du palais patriarcal d'Udine, dans la région autonome du Frioul-Vénétie Julienne en Italie.

## Description et style
Tiepolo a peint les fresques du palais patriarcal en utilisant des thèmes bibliques ; parmi ceux-ci, le récit de Rachel est présent dans le Genèse 31,17. Rachel et Léa sont les deux filles de Laban ; Jacob a épousé les deux filles et, après 14 ans de travail, il réussit à échapper à Laban qui l'a trompé, emmenant ses enfants et ses femmes à dos de chameau.
Avant de partir, Rachel vole les idoles de son père, qui découvre le vol et poursuit Jacob. Laban, ayant rejoint le couple, demande pourquoi ils ont volé les idoles, mais Jacob, ne sachant rien, nie fermement. Laban les cherche sans succès, car Rachel les a cachées, assise dessus, et refusant de se lever devant son père.
Tiepolo représente le moment où Laban, dépeint comme un vieil homme, s'approche de sa fille Rachel, assise sur la selle du chameau, sous laquelle se trouvent les idoles. Rachel est le pivot de la composition : d'un côté Léa, l'autre épouse de Jacob, est représentée avec une amphore dans les bras, derrière quelques chameaux et chameliers se reposent et, à gauche, un groupe composé d'un berger, d'un serviteur, d'enfants et de bétail, symbolisent l'ensemble des fugitifs et leur vie pastorale simple.